# Un matrimonio da favola
Un matrimonio da favola è un film del 2014 diretto da Carlo Vanzina.

## Trama
Daniele lavora presso un importante gruppo bancario a Zurigo, ma non spicca per doti d'intraprendenza e resta bloccato in un incarico secondario. Sta per sposare Barbara, la bella figlia del suo titolare, nonostante quest'ultimo non abbia la benché minima stima nei suoi confronti. Al matrimonio Daniele decide di invitare i parenti stretti, cioè la madre e uno zio ladro, ma anche i suoi vecchi compagni di scuola che non vede dai tempi del liceo. Infatti Daniele, Giovanni, Luca, Alessandro e Luciana erano amici inseparabili, ma si sono persi di vista una volta finita la scuola: peraltro Daniele non era stato ammesso all'esame di maturità e da quel momento non ha più visto i ragazzi.
Giovanni, che ai tempi del liceo era il leader del gruppo, non è diventato agente di borsa, ma lavora invece in un negozio di borse, è sposato con l'avvocato divorzista Paola e ha una relazione con la giovane commessa Sara, a cui tiene nascosto di essere sposato. Confidando sull'assenza di Paola al matrimonio, Giovanni chiede a Sara di accompagnarlo a Zurigo. Luca, che ha sempre detto di voler girare il mondo, si è ritrovato a fare la guida turistica a Roma. Alessandro è stato costretto dal padre a seguire la carriera militare e si occupa dell'addestramento delle nuove reclute: in realtà è gay e convive con Roberto, il suo compagno che vorrebbe facesse finalmente coming out. Luciana, l'unica femmina a partecipare al torneo di calcetto del liceo, ha avuto un infortunio che ha interrotto una promettente carriera nel calcio: si è innamorata del suo assicuratore Fabio, un uomo pedante che sopporta a mala pena e fa la casalinga, inoltre ha sempre avuto un debole per Alessandro, senza sapere che è omosessuale.
Gli amici si ritrovano a Zurigo, ma non riescono a trascorrere il fine settimana insieme a causa di una serie di disavventure che colpiscono tutti e cinque. Daniele è occupato a farsi accettare dal suocero Casimiro, che però lo snobba a favore di un importante cliente russo della banca che parteciperà alle nozze. Giovanni viene raggiunto a sorpresa da Paola e scarica Sara ad Alessandro, il quale a sua volta riceve l'inattesa visita di Roberto. Luciana cerca il coraggio per confidare i suoi sentimenti ad Alessandro, ma resta disgustata quando sembra che abbia avuto una storia con Sara alle spalle di Giovanni. A causa di uno scambio di valigie, Luca conosce Barbara e ci va a letto insieme, senza sapere che è la fidanzata di Daniele.
La sera dell'addio al celibato, gli uomini decidono di andare allo strip club, dove Daniele scopre il suocero ed è costretto alla fuga (finendo però svenuto in un cesto della biancheria), Alessandro viene mollato da Roberto che lo vede con una spogliarellista, Giovanni invece che andare a letto con una ragazza alle prime armi (sua ex-donna delle pulizie) ascolta la sua storia, Luciana rimasta in albergo finisce a letto con Alessandro tornato triste e ubriaco, Barbara e Luca hanno una disavventura insieme che li porta a Venezia. L'unico che va a letto con una è Fabio.
Il giorno del matrimonio Daniele si sveglia nella lavanderia chiusa e chiama la polizia per farsi liberare e mentre è lì scopre per caso che in un abito da cerimonia c'è una lettera di Barbara che confessa di averlo tradito. Arrivato al matrimonio, Daniele molla la futura sposa davanti all'altare e la situazione si complica quando il suocero viene smascherato dagli amici per proteggere Daniele, rivelando dov'era la sera prima. Giovanni viene prima mollato dalla moglie poi dall'amante che ha conosciuto un uomo più giovane e più ricco, Luciana lascia Fabio definendolo insopportabile e dice di amare Alessandro, che rivela di essere gay facendola svenire.
Daniele si riappacifica con gli amici e ringrazia Luca, nonostante gli abbia dato un pugno in faccia, capendo che anche da sposati lei lo avrebbe tradito, mentre Luciana e Alessandro restano amici. Il film finisce con la mamma e lo zio dello sposo che approfittano per buttarsi sul buffet, e il quintetto che gioca una partita di pallone tra i prati zurighesi.

## Produzione
Il film è stato girato in diversi luoghi a Merano, Bolzano, Zurigo, Klagenfurt, Venezia e Roma.

## Distribuzione
È uscito nelle sale italiane il 10 aprile 2014.

## Riconoscimenti
- 2014 - Nastro d'argento
  - Nomination Migliore attore non protagonista a Giorgio Pasotti